# NGC 1852
NGC 1852 (również ESO 56-SC71) – gromada otwarta, znajdująca się w gwiazdozbiorze Złotej Ryby, w Wielkim Obłoku Magellana. Odkrył ją James Dunlop 6 listopada 1826 roku.